# Petr Čech
Petr Čech, češki nogometaš, * 20. maj 1982, Plzeň, Češkoslovaška.

## Delo
Petr Čech se je rodil 20. maja 1982 na Češkem. V ekipo Chelsea je prišel leta 2004 za 10,3 milijonov evrov, podpisal pa je petletno pogodbo. Sprva seveda ni igral v prvi postavi, saj je to mesto pripadalo bolj izkušenemu Carlu Cudiciniju. A ko je na mesto trenerja prišel Jose Mourinho, je Čech dobil možnost nastopa na tekmi, pozneje pa je postal prvi vratar. 5. marca 2005 je postavil nov rekord – nihče ni zadel njegove mreže preteklih 1025 minut. Za ta dosežek je seveda prejel nagrado. Na Češkem je dobil v letih 2005, 2006 in 2007 nagrado za najboljšega igralca. To pa niso edine nagrade, ki jih je dobil; leta 2005 je dobil nagrado za najboljšega vratarja sveta, leta 2005 in 2007 za najboljšega vratarja Evrope, tudi UEFA mu je dvakrat podelila nagrado za najboljšega vratarja, leta 2005 in 2007. Dobil pa je tudi nagrade v FA pokalu, Premier ligi in nogometni ligi. 1. februarja 2006 je podpisal novo pogodbo, in sicer naj bi v klubu ostal do leta 2010. 14. oktobra 2006 je v prvi minuti tekme proti Readingu z glavo trčil v koleno Stephena Hunta. Posledica tega je bila huda poškodba glave (zlom lobanje), ki ga je skoraj stala življenja. Okrevanje je bilo seveda dolgotrajno, spremljali pa so ga glavoboli. 24. oktobra se je vrnil domov. Začel je z lahkim treningom. Na igrišču se je ponovno znašel 20. januarja 2007, ko je igral proti Liverpoolu. Še zdaj pa ima zaradi poškodbe vsako tekmo na glavi zaščitno kapo v stilu igralcev ragbija. A to še ni konec njegovih poškodb. 7. aprila 2008 je na treningu trčil s soigralcem Talom Bel Haimom in  dobil 50 šivov na bradi in ustnici. Leta 2009 si je na tekmi za Ligo Prvakov proti Interju iz Milana poškodoval mišico na nogi. Leta 2010 pa si je zlomil nogo in zaradi poškodbe je moral dvoboj med Chelseajem in Manchester Unitedom za Comunity Shaited gledati le s tribun.

## Osebno življenje
Poročen je z ljubeznijo iz srednje šole Marino, s katero imata hčerko Adelo, ki se je rodila januarja 2013.